# Yann Barthès
Pour les articles homonymes, voir Barthès.
Yann Barthès, né le 9 octobre 1974 à Chambéry, est un journaliste, animateur et producteur de télévision français.
Il est notamment connu pour avoir animé Le Petit Journal sur Canal+, d'abord sous forme de chronique faisant partie de l'émission Le Grand Journal d'août 2004 à juin 2011, avant de devenir une émission à part entière à partir d'août 2011 jusqu'à juin 2016.
À partir de septembre 2016, il rejoint TMC pour animer Quotidien tous les soirs de la semaine.

## Biographie

### Formation
Fils de cheminot, il est natif de Chambéry (Savoie). Yann Barthès est élève au collège Jean-Mermoz à Barby, puis au lycée Vaugelas à Chambéry.
Après son baccalauréat littéraire, il poursuit ses études à l'université de Savoie où il est étudiant en DEUG d'anglais. Finalement, il s'oriente vers le journalisme en intégrant pendant trois ans, de 1995 à 1998, l'Institut des sciences de l'information et de la communication (ISIC) de l'université Bordeaux-Montaigne. En 2002, il sort diplômé de la formation journaliste reporter d'images (JRI) du Centre de formation et de perfectionnement des journalistes (CFPJ).
Il révèle en 2018 aux lecteurs du Parisien que c'est la journaliste Christine Ockrent qui lui a donné envie de se lancer dans cette voie.

### Canal+ (1998-2016)

#### Ses débuts (1998-2004)
En 1998, Yann Barthès est stagiaire au service communication de la chaîne Canal+, chargé des revues de presse. En 2002, il s'occupe des invités de + Clair.
Il demande à être affecté à la rédaction d'iTélé qui vient tout juste de commencer. Il effectue des reportages de terrain déjà orientés contre la langue de bois politique.

#### Le Grand Journal(2004-2011)
En 2004, il rejoint Michel Denisot dans Le Grand Journal de Canal+ pour présenter chaque soir les rubriques du « Petit journal people » et du « Petit journal actu », avec une vision critique et humoristique de l'actualité, tout d'abord en voix off puis sur le plateau de l'émission à partir du 3 septembre 2007. À partir de septembre 2010, le « Petit journal people » disparaît pour rallonger le temps du « Petit journal actu » qui devient Le Petit Journal. L'émission est alors diffusée en fin de première partie du Grand Journal à 19 h 45, du lundi au jeudi. À cette époque, quatorze personnes travaillent à la conception et à la réalisation de cette séquence, du reportage au montage.

#### Le Petit Journalet d'autres apparitions (2011-2016)
À la rentrée 2011, Le Petit Journal bascule du format rubrique au format émission (en dehors du Grand Journal), ce qui permet à Barthès de recevoir des chroniqueurs (à partir de 2013, Martin Weill, Maxime Musqua et Ophélie Meunier) et un invité. À partir du 28 août 2011, l'émission est diffusée du lundi au vendredi à 20 h 5 (coupant ainsi Le Grand Journal, juste après Les Guignols).
En 2011, il crée en collaboration avec le producteur éditorial du Grand Journal, Laurent Bon, la société de production Bangumi. Cette société produit Le Petit Journal indépendamment de KM Production, société créée par Renaud Le Van Kim et Michel Denisot. La nouvelle formule de 18 minutes est lancée en septembre 2011. Elle est dès lors diffusée du lundi au vendredi. Le 31 août 2011, la marionnette du présentateur fait sa première apparition dans Les Guignols de l'info[source secondaire souhaitée].
En 2012, il apparaît dans le court métrage Arthur Flèche, produit par Sombrero Films et proposé lors de la nouvelle saison des « Programmes courts » de Canal+, dans la catégorie « Écrire pour »[source secondaire souhaitée]. Le 19 mars 2012, il apparait dans un épisode de la mini-série Bref. De septembre 2012 à juin 2016, il produit l'émission Le Supplément.
À partir du 26 août 2013, pour éviter la coupure du Grand Journal, Le Petit Journal est diffusé les mêmes jours à 20 h 25. À ce titre, Barthès perçoit une rémunération de 30 000 €[source secondaire souhaitée].
Le 9 mai 2016, Yann Barthès annonce qu'il quitte l'émission Le Petit Journal et, par la même occasion, la chaîne Canal+ à la fin de la saison 2015-2016. Le 23 juin 2016, il présente sa dernière émission. Il est remplacé à la rentrée de septembre 2016 par Cyrille Eldin, qui ne reste qu'une saison à l'antenne.

### TMC (depuis 2016)

#### Quotidienet d'autres émissions (depuis 2016)
À la suite de l'annonce du départ de Yann Barthès de Canal+, le groupe TF1 annonce l'arrivée de l'animateur sur les grilles de rentrée 2016 de TF1 et TMC.
À partir de septembre 2016, il anime l'émission Quotidien sur TMC avec une grande partie de son ancienne équipe présente sur Canal+, dont Martin Weill, Hugo Clément, Camille Crosnier, Panayotis Pascot et le duo Éric et Quentin.
Dans ce talk show quotidien diffusé en access prime-time composée de chroniques et de reportages réalisés par l’équipe de chroniqueurs et journalistes qui entoure Yann Barthès et accueille chaque jour des personnalités qui font l'actualité, des intellectuels ainsi que des célébrités françaises et internationales,.
L'arrivée de Yann Barthès dans le Groupe TF1 donne lieu à des critiques, certains commentateurs estimant que Quotidien laisse une trop grande part à la promotion des invités et des programmes de TF1 et se désolant du fait que l'émission s'éloigne de la formule du Petit Journal pour se rapprocher celle du Grand Journal,.
À partir de la fin d'année 2016, une émission en deuxième partie de soirée animée par Yann Barthès est prévue le jeudi soir sur TF1, avant d'être repoussée à la suite du succès de Quotidien et son extension sur cinq jours au lieu de quatre.
Le 17 mars 2017, il anime sur TF1 une émission spéciale consacrée au sujet du tatouage et intitulée Tattoo Show. Le format reprend celui de l'émission Quotidien, avec des sujets centrés sur ce thème et différents invités qui se succèdent pour parler de leurs expériences. Tout comme la cérémonie des Q d'Or, cette émission spéciale est un succès d'audience pour l'animateur. En revanche, les émissions spéciales suivantes, le Toutou Matou Show, le Tif Show et le Summer Show, respectivement consacrées aux animaux domestiques, à la coiffure et aux vacances d'été, connaissent des audiences moindres,. Cette série d'émissions diffusées sur TF1 s'arrête avec la seconde cérémonie des Q d'Or, le 15 décembre 2017.
Le 9 janvier 2019, Yann Barthès anime une nouvelle émission en prime time sur TMC : Soirée pyjama consacrée à Vincent Dedienne. Aucun autre numéro n'a cependant été diffusé.
En mars 2024, le président de la commission d’enquête dans l’attribution des fréquences de la TNT annonce que Yann Barthès, Julien Bellver et la société de production Bangumi seront entendus par l’Assemblée nationale. Il est accusé par le Rassemblement national de ne pas respecter le pluralisme politique dans la proportion des personnalités invitées,. Yann Barthès justifie de ne pas inviter d’élus RN en raison de violences commises à l’encontre de plusieurs des journalistes de l’émission.

### Bangumi
Avec sa société Bangumi, Yann Barthès participe à la production de différents programmes pour la télévision, dont le reportage engagé Les Pensées de Paul, diffusé en octobre 2015 sur Canal+, et la série documentaire Scandales de la mode, diffusée en juillet 2016 sur Arte. L'émission Quotidien est notamment produite par cette société.
Il participe également à la production de Stupéfiant !, un magazine culturel diffusé sur France 2 et présenté par Léa Salamé tous les lundis en deuxième partie de soirée depuis septembre 2016.

### Chiffre d'affaires et revenus
En 2017, Yann Barthès en tant que coactionnaire majoritaire de Bangumi, a réalisé 27 millions d'euros de chiffre d'affaires sur l'exercice 2016-2017. Avec le salaire que lui verse TMC et les dividendes que lui verse Bangumi, Yann Barthès est le troisième animateur-producteur le mieux payé de France, derrière Cyril Hanouna, Nagui (salaire de 750 000 euros par an en 2018), mais devant Arthur.

### Vie privée
Peu d'informations concernant la vie privée de Yann Barthès sont connues, l'animateur considérant la discrétion comme « la chose la plus précieuse au monde ».
Sa mère travaillait dans un office notarial tandis que son père était cheminot, tout comme son frère.
Peu présent sur les réseaux sociaux, Yann Barthès déclare ne pas vouloir donner ses images, ses données personnelles et sa vie aux GAFAM et estime que parler deux heures par jour à la télévision lui suffit.

## Émissions
- 2004-2016 : Le Petit Journal - Canal+
- Depuis 2016 : Quotidien[36] - TMC
- Depuis 2016 : Quotidien Express - TF1
- 2016-2017 : Les Q d’Or - TF1
- 2017 :  Le Tattoo Show - TF1
- 2017 : Le Toutou Matou Show - TF1
- 2017 : Le Tif Show - TF1
- 2017 : Le Summer Show - TF1
- 2019 : Soirée pyjama[26] - TMC

## Filmographie

### Télévision
- 2012 : Arthur Flèche de Samuel Hercule - Canal+
- 2012 : Bref : lui-même
- 2013 : Platane d'Éric Judor : lui-même
- 2018 : Neuilly sa mère, sa mère ! : lui-même, sur le plateau de Quotidien
- 2018 : Guépardes : lui-même

## Distinctions
- 2009 : Trophée des jeunes talents de l'année - Prix du meilleur journaliste[37].

## Critiques
Les positions affichées par Yann Barthès ainsi que son travail et son style de journalisme font de lui l'objet de critiques de la part de commentateurs et de personnalités politiques de tous bords.
- Yann Barthès est apparu en une du magazine Valeurs actuelles, titré « La tyrannie des bien-pensants » et critiquant les méthodes de l'émission et son positionnement qualifié de « bien-pensant ». La réponse de l'animateur, qui a mis gratuitement en ligne l'article le visant, est également critiquée par le journal qui engage alors des poursuites[38].
- Maximilien Dreyer, journaliste collaborant régulièrement à l’Observatoire du journalisme, une association classée à l'extrême droite, a publié Yann Barthès, le ricanement au Quotidien, un livre dans lequel il critique l'animateur et son émission[39][source secondaire souhaitée].
- Les interviews menées par Yann Barthès dans ses émissions sont parfois sujettes à critiques, l'animateur se voyant reprocher un manque de contradiction vis-à-vis de ses invités. Ainsi en mars 2021, l'interview dans Quotidien de Patrick Poivre d'Arvor, accusé de viol et d'agressions sexuelles, est fortement critiquée car jugée trop complaisante[40], notamment par des victimes présumées de l'ancien journaliste[41],[42]. En mai 2023, le magazine Télérama s'étonne de l'absence de contradiction face à la réalisatrice Maïwenn, notamment lorsque celle-ci confirme avoir agressé le journaliste Edwy Plenel tout en refusant de donner la raison de son acte pour ensuite revenir à la promotion de son film[43].
- En mars 2024, il est également critiqué publiquement par Ségolène Royal, qui l’accuse de se de moquer du peuple au prétexte de se moquer des « beaufs »[44].

## Poursuites
Le 21 novembre 2019, le groupe Valmonde annonce engager une procédure contre Quotidien pour, affirme-t-il, avoir tenté de dissuader les lecteurs d'acheter le dernier numéro de Valeurs actuelles en mettant gratuitement en ligne le dossier « Propagande, humiliations, « fake news »… Comment les têtes à claque du politiquement correct font la loi », enquêtant sur les méthodes de Quotidien, portant ainsi atteinte au droit d'auteur, une diffusion parfaitement illégale selon Geoffroy Lejeune, le directeur de la rédaction de Valeurs actuelles. D'après le directeur de la rédaction de Valeurs actuelles, Yann Barthès aurait envoyé une lettre proposant une conciliation pécuniaire dans laquelle il verserait la somme de 5 000 euros à une association de défense des journalistes. Le 21 décembre 2019, Valeurs actuelles décline la proposition, mais affirme ne pas poursuivre son action en justice considérant avoir apporté la preuve publique de la culpabilité de Yann Barthès et étant opposé à la judiciarisation du débat public.